# パラシュートが落ちた夏
『パラシュートが落ちた夏』（パラシュートがおちたなつ）は、日本のシンガーソングライターである吉川晃司の1枚目のオリジナル・アルバム。
1984年3月1日にSMSレコードからリリースされた。水球選手としての道を諦め音楽の道を志し、渡辺プロダクションからのスカウトによってデビューが決定した吉川のファーストアルバムであり、プロデューサーは渡辺プロダクション所属の木崎賢治が担当している。
レコーディングは日本国内で行われ、作詞家として安藤秀樹、三浦徳子、小林和子、松尾由紀夫、売野雅勇が参加、作曲家として原田真二、NOBODY、佐藤健、佐藤隆が参加したほか、佐野元春による制作曲が1曲収録されている。本作は夏や西海岸サウンドをイメージして制作され、打ち込みなどエレクトロニック・ミュージックの要素が導入されている。
本作はオリコンアルバムチャートにおいて最高位第4位となった。本作からは先行シングルとして映画『すかんぴんウォーク』（1984年）の主題歌として使用された「モニカ」がシングルカットされた。

## 背景
1965年8月18日に広島県広島市で生まれた吉川晃司は、小学生時代に「制服がカッコよく思えた」という理由からその後中国地方有数の進学校である修道中学校・修道高等学校に進学する。中学において吉川は当初サッカー部に入部したものの、部室の横のプールに落ちていた海水パンツを穿いてそのまま泳いでいたところを部員と間違えられ、整列させられた挙句に半ば強制的に水泳部に入部することとなった。その後競泳部門では県内1位となり、さらに並行して行っていた水球においても国民体育大会最優秀選手となるなど頭角を現したが、同時に「はまちバンド」と名付けたバンドにおいて音楽活動も開始する。
冬期は水泳部がオフシーズンとなるために音楽に興味を持つようになり、思春期を迎えた吉川は革ジャンとバイク、エレキギターに憧れを持つものの革ジャンとバイクは金額的に手が出せず、ギターを親にせびったが反対され、姉が所持していたフォークギターにエレキギターマイクを使用して親が所持するスピーカーや姉が所持するカセットデッキを無断で使用して演奏していたところ、両者から激怒される事態となった。その後吉川はアルバイトで稼いだ給料を元手に念願のエレキギターを購入、高校の文化祭において初めてステージに立つこととなった。「はまちバンド」は夏期のみ吉川が抜けるために代わりに女子のボーカルがバンドに入り、冬期には再び吉川が入るという構成になっていた。「はまちバンド」にはドラムス担当として酒井麿が参加しており、吉川の歌と酒井の演奏は下手であったがそれ以外のメンバーはコンテストにおいて多くの賞を獲得していたために、後に下手な2人がプロとしてデビューしていることについて「世の中、分からない物だなと思う」と吉川は述べている。
その後吉川は水球の世界選手権において大敗を喫し、水球で身を立てることを断念すると同時に勉強を置き去りにしていたために一流大学への進学が困難であると判断した結果、未知の世界に進むことを決意する。同時期に「はまちバンド」のライブを観覧していた常連客が、渡辺プロダクションに「広島におもしろいヤツがいる」という内容の手紙とともに写真とカセットテープを送ったことで事態は急展開を迎えることとなった。手紙を受けた渡辺プロダクションの担当者は別件で四国に寄ったついでに広島で吉川に会い、地元での人気と吉川の声や身のこなしに「掘り出し物」であると判断し契約の話が進み、17歳の春に吉川は高校を中退し上京することとなった。事務所側は当初高校を卒業後に上京するよう吉川に提案したが、吉川は「いや高校、すぐに辞めます。明日にでも東京に出て行きます」と返答、事務所側はそこまでの責任が持てないことから困り果て、親や教師からも説得されたが全く聞かずに吉川は高校を中退する選択をした。
吉川はスカウトされて上京したのは自分だけだと思っていたが、東京には同様のケースで上京した人間が大勢おり、5年間デビューを待ち続けている人物も存在した。その状況を疑問視した吉川はスクールメイツの女性陣とともに踊るレッスンには参加せず、新宿のディスコ「ツバキハウス」に通って踊りを覚えたと述べている。デビューさせてもらえない状況に業を煮やした吉川は周囲の練習生とともに社長に直談判することを提案、決行当日は誰も来なかったが「どうせデビューさせてもらえないんだから」と思っていた吉川は一人で社長室に行き思いの丈を述べた上で机を蹴り上げる行為を行った。この行為が社長から「あいつはなかなか根性がある」と評価され、吉川のデビューが決定された。1984年2月1日にはデビュー・シングル「モニカ」がリリースされ、同年2月11日には初主演映画『すかんぴんウォーク』が公開された。

## 制作、音楽性
本作のプロデューサーは沢田研二や大澤誉志幸、後に安藤秀樹を手掛けた木崎賢治が担当している。木崎はデビュー前でまだ広島にいた吉川に対し、様々な本やレコードを送りアドバイスを行っていた。また、吉川は木崎との間で3年間で基礎を作り上げ自信を持つという約束をしていた。書籍『ZERO : 1988/K2』によれば本作のコンセプトは佐野元春とリック・スプリングフィールドであり、「スピード感と甘ずっぱいポップな色が合体された、現代版青春アルバムといえた」と記載されている。アレンジは大沢や佐野の作品を手掛けていた大村雅朗が担当した他、作詞はまだアーティストとしてデビューする前の安藤が3曲担当している。「いい楽曲がそろえば、いいアルバムになる」という当然の理論に基づいて制作された本作について同書では、「無駄がなく、コンセプトの統一感が全曲を一気に聴かせてしまう」と記している。
当時はイエロー・マジック・オーケストラの影響によるテクノポップブームが起きており、吉川もエレクトロニック・ミュージックに関心を寄せていた。しかし事務所社長からは「お前は現代の加山雄三になるべし」と言われていたため、夏や西海岸サウンドをイメージして本作は制作された。吉川は当時の状況を漫画『タイガーマスク』（1968年 - 1969年）の「お前は虎になる」に例えた上で、その路線からどのように外していくかを考慮していたと述べている。また吉川は、デビュー曲となった「モニカ」（1984年）はベースとドラムスが打ち込みであり、当時はエレクトリックと呼ばれていた要素が導入されていることを指摘している。
吉川はアマチュア時代には洋楽のコピーばかりを行っており、日本語で歌うことに対して「ロックじゃない」とのこだわりを持っていた。最初の歌入れ時には歌詞にアクセントのための点や番号が振られたものが用意されており、吉川は例えとして「古文・漢文の世界」であったと述べている。デビュー以前に吉川は、木崎から原田真二や佐野のライブを観覧するよう指示を出され、ライブにおいて上手くリズムに日本語を乗せて歌唱している両者を見た吉川は、歌詞カードに「ここはインパクトをつけろ」「ここは母音を伸ばす」というように自らマークを付けて歌唱法のことだけを考えていたと述べている。また本作には後に9枚目のシングルとしてリリースすることになる「すべてはこの夜に」（1986年）が当初収録される予定であった。しかし同曲を制作した佐野が、本来の提供相手でありまた吉川の事務所の先輩に当たる沢田を差し置き先にリリースすることを許諾しなかったため、結果として佐野が制作した「I'M IN BLUE」を代わりに収録することとなった。同曲は沢田のアルバム『G.S.I LOVE YOU』（1980年）において、また佐野によるセルフカバーもアルバム『SOMEDAY』（1982年）でリリース済の楽曲であった。

## リリース、チャート成績
本作は1984年3月1日にSMSレコードからLPレコードおよびカセットテープの2形態でリリースされた。1985年3月30日には初CD化されリリースされた。帯に記載されたキャッチコピーは「オリンピックの夢もあったけど、生きるならより劇的〈ドラマチック〉に」であった。これに関して吉川は、すでに水泳を辞めており全盛期のようには泳げなくなっていたため反対したが、会社側からは「バカ野郎、お前はこれが売りなんだよ」と言われ、また裸の写真を撮影することも拒絶したものの結果として撮影のためにサイパン島に連れていかれることになった。本作からは同年2月1日に映画『すかんぴんウォーク』の主題歌として使用された「モニカ」が先行シングルとしてリリースされた。
本作はオリコンアルバムチャートにて、LPレコードは最高位第4位の登場週数27回で売り上げ枚数は16万枚、カセットテープは最高位第6位の登場週数31回で売り上げ本数は10.5万枚となり、総合の売り上げ枚数は26.5万枚となった。2021年に実施されたねとらぼ調査隊による吉川のアルバム人気ランキングでは第10位となった。
CD盤はその後1998年6月10日にポリドール・レコードから再リリースされたほか、2007年3月14日には紙ジャケット仕様にてユニバーサルミュージックから再リリースされた。2014年4月23日には24bitデジタル・リマスタリングされたSHM-CD仕様にて再リリースされた。2014年5月28日にはCD-BOX『Complete Album Box』に収録される形で紙ジャケット仕様のデジタル・リマスタリング盤として再リリースされた。

## プロモーション
吉川は同年2月4日放送のフジテレビ系深夜番組『オールナイトフジ』（1983年 - 1991年）においてテレビ番組初出演となり、同月5日には日本テレビ系音楽番組『歌謡最前線』（1982年 - 1983年）、13日にフジテレビ系音楽番組『夜のヒットスタジオ』（1968年 - 1985年）、15日にテレビ東京系歌謡バラエティ番組『レッツGOアイドル』（1982年 - 1986年）など立て続けに出演を果たし、3月においても4日に日本テレビ系お笑いバラエティ番組『スーパージョッキー』（1983年 - 1999年）、8日に日本テレビ系情報番組『モーニングサラダ』（1981年 - 1985年）、12日にNHK総合音楽番組『レッツゴーヤング』（1974年 - 1986年）、22日にTBS系音楽番組『ザ・ベストテン』（1978年 - 1989年）にスポットライトとして初出演するなど様々な番組に出演した。同年4月5日放送の『ザ・ベストテン』ではシングル「モニカ」が第7位で初ランクインとなり、母校である修道高校からの生中継で出演、歌唱後にプール上に特設されたステージからスーツ姿のまま後方転回しながらプールに飛び込んだ。

## ツアー
本作を受けたコンサートツアーは「FLYING PARACHUTE TOUR」と題し、1984年5月15日の栃木会館 大ホール公演を皮切りに、6月15日の渋谷公会堂公演まで15都市全15公演が実施された。バックバンドは山下久美子との共演で知られるPaPaが担当、吉川とPaPaとの共演はその後4年間継続され、共演したステージ本数は最終的に270本となった。しかしテレビ出演によって吉川の存在を知ったファンも多く、コンサート体験の少ない聴衆はただステージ上の吉川を見ているだけという状態であり、またバラード曲の歌唱時に手拍子を入れたり声援を送ったりすることも発生した。これに対して吉川は時には演奏を中断することもあり、「俺達のコンサートにはそんなものいらないんだ。みんな、体でハートで感じて欲しい」と聴衆に訴えかけていた。当時の吉川は「ここに来ているコたちが、自分のコンサートによってホントの音楽のノリを知るようになればいい。そうしなければ、いつまでたってもロックは日本に根づかない」という使命感を持っていたという。
吉川は同年夏のイベントライブにも数回出演しており、7月22日に西武球場で開催された「オールナイトニッポン・スーパーフェスティバル」ではRCサクセションやシーナ&ザ・ロケッツなどと共演したが、RCサクセションの前座として同じステージ上に立ったものの「アイドルはテレビで歌ってりゃいいんだ」というロックファンを前に全く盛況とはならずに吉川は屈辱を味わう結果となった。しかしその状況を逆手に取り、誰も自身を見ていないだろうとの判断から吉川は一時期のミック・ジャガーを真似てマントを着用してパフォーマンスを行った。その後RCサクセションの出演時に忌野清志郎は「吉川はいいヤツです」とMCを行い、それについて吉川は「うれしかったな」との感想を述べている。その後も7月29日に岡山ヒルゼン高原で開催された「サマー・ミュージックフェスティバル」では原田真二やレベッカなどと共演、8月5日に日比谷野外音楽堂で開催された「TOKYO ROCK FEELING TIME」では尾崎豊と共演予定であったが、前日に同会場で行われたイベントライブで尾崎が足を骨折し全治4か月の重傷を負ったことから出演不可能となったため共演は叶わず、8月8日に大阪城野外音楽堂で開催された「NEW AGE FESTIVAL」では中川勝彦と共演した。

## 収録曲
- CDブックレットに記載されたクレジットを参照[30]。

| 全編曲: 大村雅朗。 |                                |            |           |       |
| #                  | タイトル                       | 作詞       | 作曲      | 時間  |
| 1.                 | 「フライデー ナイト レビュー」 | 安藤秀樹   | 原田真二  | 4:40  |
| 2.                 | 「モニカ」                     | 三浦徳子   | NOBODY    | 3:36  |
| 3.                 | 「I'M IN BLUE」                | 佐野元春   | 佐野元春  | 3:55  |
| 4.                 | 「彼女はアイスウォーター」     | 小林和子   | NOBODY    | 3:20  |
| 5.                 | 「Be my J-Girl」               | 松尾由紀夫 | 佐藤健    | 3:32  |
| 合計時間:          | 合計時間:                      | 合計時間:  | 合計時間: | 19:03 |

| 全編曲: 大村雅朗。 |                            |           |           |       |
| #                  | タイトル                   | 作詞      | 作曲      | 時間  |
| 6.                 | 「パラシュートが落ちた夏」 | 小林和子  | 佐藤隆    | 3:30  |
| 7.                 | 「ハートショット」         | 安藤秀樹  | NOBODY    | 3:16  |
| 8.                 | 「ペパーミントKIDS」       | 売野雅勇  | 佐藤隆    | 3:12  |
| 9.                 | 「ピンナップにシャウト!!」 | 三浦徳子  | 佐藤隆    | 4:04  |
| 10.                | 「a day・good night」      | 安藤秀樹  | 佐藤健    | 5:10  |
| 合計時間:          | 合計時間:                  | 合計時間: | 合計時間: | 19:12 |

## スタッフ・クレジット

### 参加ミュージシャン
CDブックレットに記載されたクレジットを参照。
- 白井良明 – ギター
- 松原正樹 – ギター
- 今剛 – ギター
- 西本明 – キーボード
- 大村雅朗 – キーボード
- 上原裕 – ドラムス
- 奈良敏博 – ベース
- 浅田孟 – ベース
- 吉川晃司 – ボーカル、コーラス

### 録音スタッフ
CDバックカバーに記載されたクレジットを参照。
- 木崎賢治 – プロデューサー
- 川面博 – ディレクター
- 小野山二郎 – ディレクター
- 飯泉俊之 – エンジニア
- 野村正樹 – エンジニア
- 入枝要平 – アシスタント・エンジニア
- 手井尚志 – アシスタント・エンジニア
- 松武秀樹 – コンピュータ・プログラミング
- NOBODY – スペシャル・サンクス
- さいとうたかし – スペシャル・サンクス

### 美術スタッフ
CDバックカバーに記載されたクレジットを参照。
- 高原宏 – アート・ディレクション、デザイン
- 武藤義 – 写真撮影
- 内海朗 – デザイン
- 岡真由美 – デザイン
- かもがわみゆ – ヘアー&メイク
- 武藤ネコ – スタイリスト

## チャート
| チャート         | 最高順位 | 登場週数 | 売上数   | 規格 | 出典  |
| ---------------- | -------- | -------- | -------- | ---- | ----- |
| 日本（オリコン） | 4位      | 27回     | 16.0万枚 | LP   | [ 3 ] |
| 日本（オリコン） | 6位      | 31回     | 10.5万枚 | CT   |       |

## リリース日一覧
| No. | リリース日    | レーベル                           | 規格   | カタログ番号 | 備考                                                                                | 出典          |
| --- | ------------- | ---------------------------------- | ------ | ------------ | ----------------------------------------------------------------------------------- | ------------- |
| 1   | 1984年3月1日  | SMSレコード                        | LP     | SM28-5407    |                                                                                     | [ 3 ]         |
| 2   | 1984年3月1日  | SMSレコード                        | CT     | CM28-5407    |                                                                                     |               |
| 3   | 1985年3月20日 | SMSレコード                        | CD     | MD32-5001    |                                                                                     | [ 32 ]        |
| 4   | 1998年6月10日 | ポリドール                         | CD     | POCH-1700    |                                                                                     | [ 33 ] [ 34 ] |
| 5   | 2007年3月14日 | ユニバーサル ミュージック ジャパン | CD     | UPCY-6337    | 紙ジャケット仕様                                                                    | [ 35 ] [ 36 ] |
| 6   | 2012年10月1日 | ポリドールK.K.                     | AAC-LC | -            | デジタル・ダウンロード                                                              | [ 37 ]        |
| 7   | 2014年4月23日 | ワーナー／SAMURAI ROCK             | SHM-CD | WPCL-11804   | 最新24bitデジタルリマスタリング                                                     | [ 38 ] [ 39 ] |
| 8   | 2014年5月28日 | ワーナー／SAMURAI ROCK             | SHM-CD | WPCL-11901   | CD-BOX『Complete Album Box』収録、紙ジャケット仕様、最新24bitデジタルリマスタリング | [ 40 ] [ 41 ] |
| 9   | 2025年1月22日 | ユニバーサルミュージック           | SHM-CD | UPCY-8030    | 40周年記念 2024年最新リマスタリング・紙ジャケット仕様 CD(SHM-CD)                    | [ 42 ]        |